# Nivi Sharma

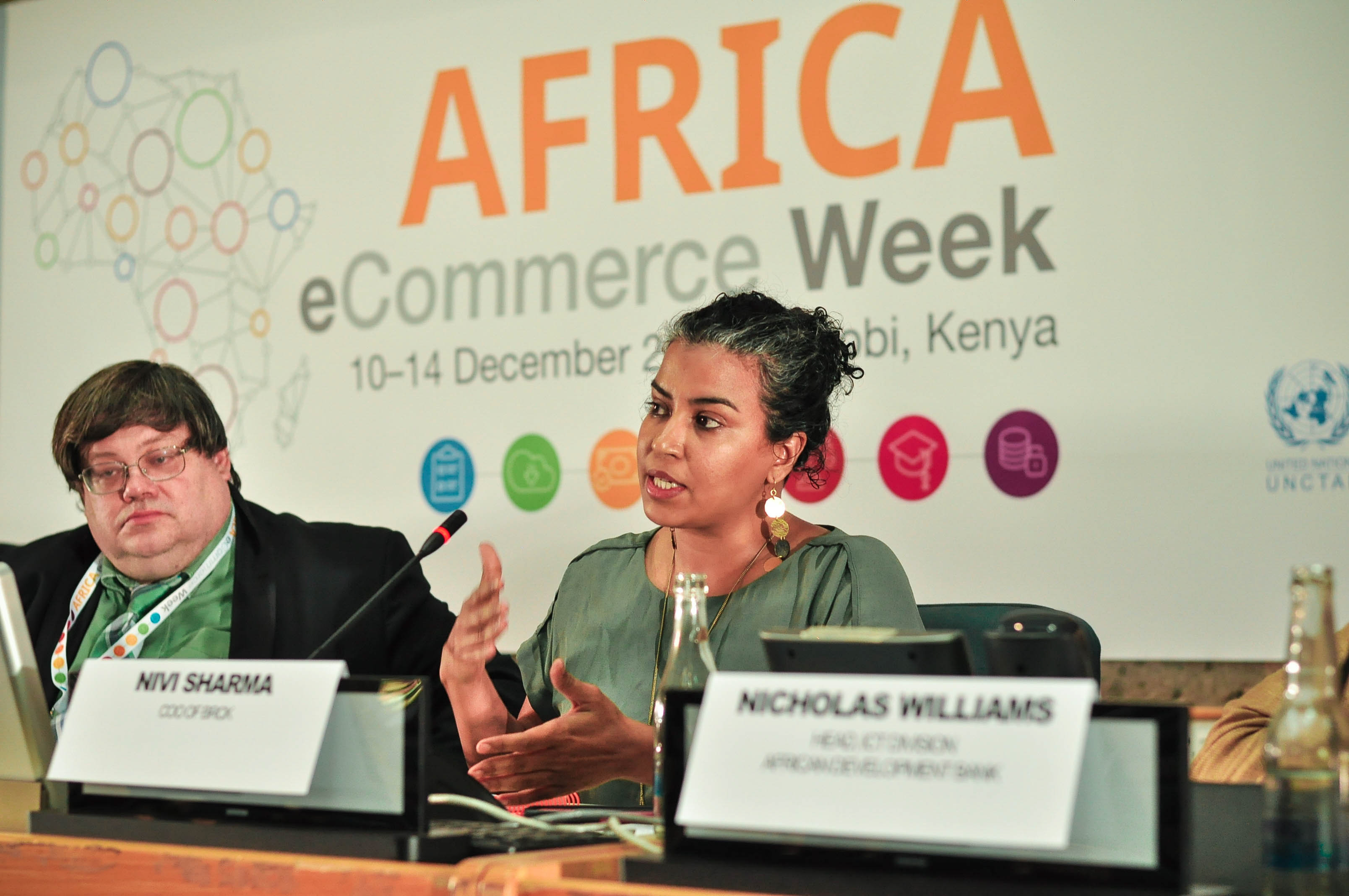
Nivi Sharma: Vortrag "Expanding access to affordable and reliable ICT Infrastructure and services" bei der Africa eCommerce Week am 12. Dezember 2018 in Nairobi

Nivedita Sharma, meist Nivi Sharma genannt, geborene Nivedita Mukherjee, (* 1984) ist kenianische Expertin für Innovations-, Impact- und Scale-up-Strategien in Frontier Markets. Sie engagiert sich leidenschaftlich für Bildungsinitiativen, die die Entwicklung der Lernenden vorantreiben, aber auch den Spaß am Lernen fördern. Sie hat als Expertin für eLearning, die afrikanische Tech-Szene geprägt. Sie war eine der wichtigsten Pionierinnen des Silicon Savannah in Nairobi, ihr Schwerpunkt war dabei, Internetnutzung und eLearning hardwaremäßig und softwaremäßig möglich zu machen unter den dort schwierigen Bedingungen. Sie war zusammen mit Marie Githinji Gründerin von eLimu, dem ersten Unternehmen, das den Lehrplan der kenianischen Grundschule überarbeitet und digitalisiert hat. Sie ist eine Vordenkerin im Bereich Bildungstechnologie für Schwellenländer und hat ihre Karriere der Entwicklung einfacher und ganzheitlicher EdTech-Lösungen gewidmet.
2015 holte sie Juliana Rotich, damals CEO von BRCK, als Leiterin von BRCK Education zu BRCK.
Nivi Sharma ist heute CEO von Bridges to Prosperity, dem weltweit führenden Unternehmen für die Entwicklung ländlicher Infrastruktur, das Technologie zur Bedarfsanalyse, Folgenabschätzung und Technik einsetzt, um Investitionen in die ländliche Infrastruktur zu unterstützen. Primär geht es dabei um Brückenbau. Eine Ursache der Armut im ländlichen Raum in Afrika ist die Isolierung durch fehlende Infrastruktur. Fast eine Milliarde Menschen auf der ganzen Welt haben aufgrund eines unpassierbaren Flusses keinen sicheren Zugang zu wichtigen Ressourcen wie Gesundheitsversorgung, Bildung oder Arbeit. Mit einer einzigen Investition ist es möglich, die Lage der Menschen in mehreren Dimensionen zu verbessern.

## Ausbildung
Ihre Eltern stammen aus Indien  und sind nach Kenia ausgewandert. Sie wuchs in Kenia auf und ist da zur Schule gegangen. Später hat sie einen Bachelor of Economics mit Auszeichnung in den USA erworben.

## Berufliche Stationen
Sie arbeitete 6 Jahre lang in der IT-Schulung für Erwachsene.

### eLimu
2011 gründete sie eLimu World und war bis 2015 deren CEO. Die Anwendungen von eLimu peppen Bildungsinhalte mit lokal produzierten und kulturell relevanten Videos, Animationen, Liedern, Musik, Spielen und Quizfragen auf, um die Lern- und Prüfungsergebnisse zu verbessern. eLimu wurde auf kostengünstigen Tablets für Schüler in ganz Kenia mit hervorragenden Ergebnissen eingesetzt und wurde auf CNN, Al-Jazeera, BBC und The Economist vorgestellt.

### BRCK
2015 wurde sie President von BRCK Education.
Das von ihr und ihrem Team entwickelte Kio Kit besteht aus 40 Kio-Tablets, einem BRCK-Router, kabelloser Tabletaufladung und einem gehärteten, wasserfesten und abschließbaren Koffer. Es bietet eine sehr einfach ganzheitliche Bildungstechnologie, die jedes Klassenzimmer in kurzer Zeit in ein digitales Klassenzimmer verwandelt. Es hat einen Akku für mehrere Stunden, mehrere Möglichkeiten für den Internetzugang und einen Speicher. Es ist so geschützt bei Stromausfällen, die in Subsahara-Afrika sehr häufig sind. Zudem ist der Router hitzebeständig.
Das Kio Kit wurde mehrfach ausgezeichnet:
- Stuff Magazine: Education Gadget of the Year 2015[5]
- Sustainia Top 100 2016: Best Pan-African Initiative AfricaCom 2016[5]
- Global SME Award ITU 2016: Aegis Graham Bell Award 2016[5]
- iF International Forum Design GmbH: iF DESIGN AWARD 2017[5][7]

So beeindruckend das Kio Kit auch ist, es konnte kommerziell nicht skaliert werden.
Ab 2017 war sie Managing Director bei BRCK und ab 2018 bis 2021 Chief Operations Officer (COO).
Ihre Rolle als COO verlangte von ihr, täglich das große Ganze zu sehen und sich mit den täglichen Details der Führung eines Unternehmens auseinanderzusetzen.
BRCK entwickelte sich zu einem globalen Multi-Millionen-Dollar-Unternehmen.
Nivi Sharmas Erfahrungen gaben ihr die Möglichkeit, als Expertin über den afrikanischen Technologie- und Innovationsraum neben anderen globalen Führungskräften auf TEDxStellenbosch, SXSW, EU Development Days und mehreren anderen globalen Foren zu sprechen.

### Standard Chartered Bank Kenya
Seit 2021 ist sie Non Executive Director bei Standard Chartered Bank Kenya. Ihre Expertise bei Innovations-, Impact- und Scale-up-Strategien sind für die Bank wichtig.

### Bridges to Prosperity
Seit 2022 ist sie CEO bei Bridges to Prosperity. Deren Brückenbauprogramm in Ruanda expandiert in einem noch nie dagewesenen Tempo, da die Belege für die Wirkung der Infrastrukturverbesserung beweiskräftig sind und die verfügbaren Ressourcen vorhanden sind. Ruanda arbeitet immer mehr mit Uganda zusammen. Die erweiterten Führungsteams von Bridges to Prosperity setzen sich für eine Vernetzung der ländlichen Verkehrsinfrastruktur ein und suchen die Unterstützung von einflussreichen Interessensgruppen, um verbesserte Zubringerstraßen, Fußgängerwege und Hängebrücken zu bauen. Das Unternehmen ist vor allem in Ruanda, Uganda, Äthiopien und Sambia tätig. Sie haben über 500 Brücken in 21 Staaten gebaut und damit 1,8 Millionen Menschen einen Zugang zu Arbeitsplätzen, Märkten, Bildungseinrichtungen und Gesundheitseinrichtungen ermöglicht.
Sie ist weiters Mitglied der Beiräte von The Futures Project, Lumen Labs und Shilingi.

## Privatleben
In ihrer Freizeit organisiert sie Kulturfestivals, kocht, backt und strickt gerne, läuft Halbmarathons und spielt Fußball. Sie ist verheiratet und hat zwei Kinder.